# Freedom Mobile
Freedom Mobile (anciennement Wind Mobile ) est un fournisseur canadien de télécommunications sans fil appartenant à Québecor. Au 30 novembre 2022, il s'agit du quatrième plus grand opérateur de téléphonie sans fil au pays avec 2 290 497 abonnés et une part de marché de 6 %, principalement concentrée dans les zones urbaines de l'Ontario, de la Colombie-Britannique, de l'Alberta et du Manitoba . En plus des forfaits de téléphonie mobile, Freedom propose également des services Internet et de télévision à domicile.
Fondée en 2008 par le fournisseur de télécommunications Globalive (en), Wind Mobile était l'un des nombreux nouveaux opérateurs lancés cette année-là dans le cadre d'une initiative du gouvernement canadien visant à favoriser la concurrence dans le secteur du sans fil. Parallèlement à Mobilicity (acquise plus tard par Rogers Communications) et Public Mobile (acquise plus tard par Telus), Wind Mobile a initialement lancé des services de données et de voix mobiles à Toronto, en Ontario, le 16 décembre 2009, et à Calgary, en Alberta, le 18 décembre 2009,.
En 2016, Shaw Communications a acquis Wind Mobile et l'a ensuite rebaptisé Freedom Mobile,. Le 17 juin 2022, Shaw Communications, Rogers Communications et Québecor ont annoncé une entente pour la vente de Freedom Mobile à Vidéotron, une filiale de Québecor, sous réserve de l'approbation du Bureau de la concurrence et du ministre de l'Innovation, des Sciences et du Développement économique. La vente a été approuvée le 31 mars 2023 et a été finalisée le 3 avril 2023.

## Histoire

### 2008: Fondation de Wind Mobile

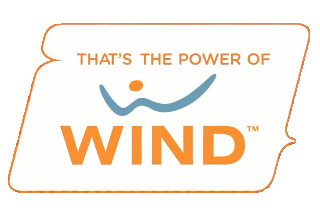
Ancien logo de Wind Mobile (2009-2016)

En 2008, Globalive (en) a offert 442 millions $ CA pour obtenir le spectre 3G à 1 700 MHz nécessaire au lancement du réseau de Wind Mobile. Globalive (en), une société canadienne de télécommunications, a été principalement financée par la société égyptienne Orascom Telecom Holding et gérée par Wind Telecom (en), qui possède plusieurs autres sociétés de télécommunications de la marque Wind. Ken Campbell, ancien cadre de Vodafone et d'Orascom, a été nommé premier PDG de Globalive Wireless (en) en 2008. Cependant, le lancement de l'entreprise a été retardé en raison d'un examen de la propriété publique par le Conseil de la radiodiffusion et des télécommunications canadiennes (CRTC), qui a constaté que Globalive (en) ne répondait pas aux exigences de propriété canadienne, citant sa dépendance à l'égard d'Orascom pour une dette de 508 millions $ CA,.

### 2009: Lancement du réseau
Le 11 décembre, le gouverneur en conseil, agissant sur l’avis du ministre de l’Industrie de l’époque, Tony Clement, a rendu une décision finale jugeant que Globalive (en) répondait aux exigences de propriété, lui permettant ainsi d’entrer immédiatement sur le marché canadien.
Le 14 décembre, Wind Mobile a annoncé un partenariat avec Blockbuster au Canada, établissant des kiosques Wind et offrant des produits prépayés dans 16 emplacements Blockbuster, 13 en Ontario et 3 à Calgary.
Le 16 décembre, Wind Mobile a officiellement lancé son service mobile à Toronto, en organisant un événement de lancement dans son magasin Queens Quay au centre-ville de Toronto. Deux jours plus tard, le 18 décembre, Wind Mobile a étendu son service à Calgary, en Alberta.

### 2010: Expansion et 100 000 abonnés
Le 4 mars 2010, Chris Robbins, directeur de la clientèle, a démissionné de Wind Mobile. Bien que Robbins et l'entreprise aient tous deux déclaré que le départ était dû à des changements stratégiques et à son désir de poursuivre d'autres opportunités commerciales, les analystes ont émis l'hypothèse qu'un départ aussi précoce d'un dirigeant suggérait une pénétration du marché décevante.
Wind Mobile a poursuivi son expansion, avec des lancements à Edmonton le 25 février, à Ottawa le 26 mars et à Vancouver le 3 juin,,.
Au début du mois de juillet 2010, Wind Mobile avait atteint 100 000 abonnés.

### 2011: Orascom cède ses activités à VimpelCom
Le 4 février 2011, la Cour fédérale a statué en faveur des concurrents Public Mobile et Telus, déclarant inappropriée la décision du gouverneur en conseil concernant les exigences de propriété canadienne de Wind. Le 18 mai, la Cour d’appel fédérale a entendu les arguments de Wind et du gouvernement fédéral visant à annuler la décision de la Cour fédérale. L'appel a été accueilli et la Cour d'appel fédérale a rétabli l'ordonnance du gouverneur en conseil, affirmant que Wind répondait aux exigences de propriété canadienne.
Le 17 mars, les actionnaires de l'opérateur mobile russe VimpelCom ont soutenu un accord de 6 milliards $ pour acquérir Wind Telecom (en), qui comprenait Orascom Telecom, un actionnaire important de Wind Mobile. Cette transaction donnerait naissance au cinquième opérateur mobile mondial avec plus de 173 millions d'abonnés. En juin 2011, Ken Campbell, PDG fondateur de Wind Mobile, a démissionné.
Le 7 novembre, Wind Mobile a lancé une nouvelle campagne publicitaire avec le slogan « That's the power of WIND ».[réf. nécessaire]

### 2012: Offres de plans révisées
Le 1er mars 2012, Wind Mobile a renouvelé sa gamme de forfaits. Les plans Clever et Brilliant ont été supprimés, tandis que Pay Your Way incluait en permanence les appels entrants illimités sur le réseau de Wind. Les forfaits Smart de milieu de gamme et Genius haut de gamme ont perdu leur nom et certaines fonctionnalités ont été modifiées. Seuls les messages SMS envoyés vers des numéros canadiens ont été inclus, et tous les MMS ou SMS non canadiens sont devenus payants à l'utilisation. Le forfait Wind 25 comprenait 100 Mo d'accès Internet mobile, tandis que le forfait Wind 40 comprenait 5 Go d'Internet mobile à pleine vitesse au lieu de la messagerie vocale.

### 2013: Changement de direction
Le 18 janvier 2013, Anthony Lacavera a annoncé sa transition de PDG à président de la société. Dans le même temps, Wind Mobile a révélé avoir atteint environ 600 000 abonnés. VimpelCom a lancé des efforts pour trouver des acheteurs potentiels pour Wind en mars 2013.
Le 10 avril, Wind Mobile a annoncé qu’elle se retirait de l’Association canadienne des télécommunications sans fil. Mobilicity et Public Mobile se sont également retirés, alléguant un parti pris en faveur des concurrents Bell, Rogers et Telus.
Le 19 juin 2013, Orascom Telecom, une filiale de VimpelCom, a retiré sa demande de prise de contrôle total de Wind Mobile, annulant ainsi une décision antérieure. Plus tard dans le mois, des rapports ont révélé que Verizon Wireless avait fait une offre de 700 millions $ pour acquérir Wind Mobile, bien que Verizon ait annoncé plus tard n'avoir aucun intérêt pour le marché canadien du sans fil,.
Le 4 septembre, des rapports ont fait surface selon lesquels Wind Mobile négociait pour acquérir des clients de son concurrent en difficulté Mobilicity alors qu'il se préparait à cesser ses activités auprès des consommateurs. Mobilicity a nié ces informations peu de temps après.

### 2014: Restructuration financière
Le 13 janvier 2014, VimpelCom, actionnaire majoritaire de Wind Mobile par l'intermédiaire de ses filiales Wind Telecom (en) et Global Telecom Holding, a retiré son soutien financier à la candidature de Wind Mobile à la vente aux enchères du spectre de 700 MHz d'Industrie Canada en raison d'un différend avec le gouvernement fédéral canadien.
En septembre 2014, VimpelCom a vendu sa participation majoritaire dans Wind Mobile à AAL Acquisitions Corporation (une société holding contrôlée par le fondateur de Wind Mobile, Anthony Lacavera ) pour 135 millions $, le consortium assumant également 150 millions $ de la dette de Wind. Industrie Canada a approuvé la transaction en novembre 2014, transférant les licences de spectre de Wind à AAL Acquisitions Corp. Ces actifs ont ensuite été transférés à Mid-Bowline Holdings Corporation, contrôlée par un consortium d'investisseurs comprenant Globalive et plusieurs sociétés de capital-investissement canadiennes et américaines. Wind Mobile a conservé les droits de licence sur le nom et le logo Wind jusqu'en 2016.
En décembre 2014, le nouveau PDG Pietro Cordova a présenté les plans de Wind Mobile pour étendre les services LTE et participer aux enchères de spectre du gouvernement canadien de 2015, des opportunités auparavant restreintes sous la propriété de VimpelCom. Cordova a également proposé d'acquérir du spectre sous-utilisé auprès d'autres sociétés telles que Vidéotron Mobile et du spectre AWS inutilisé acheté par Shaw Communications, ainsi que de développer des partenariats avec des fournisseurs comme Mobilicity et Vidéotron pour étendre la couverture de Wind. Cordova a suggéré la possibilité que Wind Mobile poursuive une introduction en bourse en 2016 ou 2017, sous réserve de l'approbation des investisseurs de Mid-Bowline Holdings.

### 2015: tentative de fusion avec Mobilicity
En février 2015, Wind Mobile a entamé des négociations pour acquérir Mobilicity avant la date limite d'enregistrement des enchères du spectre AWS-3, mais les discussions ont été bloquées lorsque les créanciers de Mobilicity ont exigé un prix élevé pour ses actifs. Le 30 janvier 2015, les discussions ont pris fin et les deux sociétés se sont inscrites indépendamment à la vente aux enchères.
Lorsque Industrie Canada a annoncé les résultats de l'enchère AWS-3 le 6 mars 2015, Mobilicity s'était retirée en raison de contraintes de financement, permettant à Wind Mobile d'obtenir l'intégralité du bloc de spectre alloué aux nouveaux entrants en Alberta, en Colombie-Britannique et dans le sud de l'Ontario pour 56,4 millions $. Cela a augmenté les avoirs de spectre de Wind dans ces régions de 180 pour cent,.
Le 23 mars 2015, Alek Krstajic, ancien PDG de Public Mobile, est devenu PDG de Wind Mobile, tandis que Robert MacLellan, ancien dirigeant de la Banque Toronto-Dominion, a été nommé président. À cette époque, les actionnaires de Wind comprenaient le fonds spéculatif torontois West Face Capital (35 %), Tennenbaum Capital Partners, basé en Californie (31 %), et Globalive Capital Voting Group (25 %), qui comprenait le fonds d'investissement de Tony Lacavera, ainsi que d'autres investisseurs tels qu'Alex Shnaider, Terrence Hui et Michael Serruya.[réf. nécessaire]
Wind a fait les manchettes le 17 juin 2015, en tant que premier fournisseur de services cellulaires à offrir un service dans les stations de métro de la TTC, obtenant les droits exclusifs sur le système mobile souterrain pendant un an grâce à un accord avec BAI Canada.
En juin 2015, dans le cadre de l'acquisition de Mobilicity par Rogers Communication, Wind Mobile a acquis des licences de spectre AWS auprès de Rogers et de Mobilicity pour des provinces telles que la Colombie-Britannique, l'Alberta, la Saskatchewan, le Manitoba et le nord et l'est de l'Ontario pour un montant nominal de 1 $ par licence. De plus, Wind a obtenu une option d'achat de la moitié de l'infrastructure de Mobilicity pour 25 millions $ et a exécuté un échange de spectre avec Rogers, garantissant que les blocs de spectre AWS des deux sociétés étaient contigus dans le sud de l'Ontario,.
Par la suite, le 31 juillet 2015, Wind a vendu les licences de spectre AWS-1 nouvellement acquises aux sociétés de télécommunications régionales MTS et SaskTel pour un total de 45 millions $, dans le but d'améliorer la concurrence régionale et de financer les mises à niveau du réseau LTE en Colombie-Britannique, en Alberta et en Ontario,.

### 2016: Shaw Communications acquiert Wind Mobile
Le 16 décembre 2015, Shaw Communications a annoncé son intention d'acquérir la société mère de Wind Mobile, Mid-Bowline Group, pour environ 1,6 milliard $. L’acquisition nécessitait l’approbation d’ Innovation, Sciences et Développement économique Canada et du Bureau de la concurrence. Dans le cadre de l'annonce, Shaw a décrit plusieurs conditions de l'acquisition : Alek Krstajic, alors PDG, continuerait de diriger Wind en tant que division au sein de Shaw, dont le siège social est à Toronto en tant qu'unité distincte. Wind resterait à court terme un opérateur mobile à prix abordable, et la mise à niveau en cours du HSPA 3G vers le LTE se déroulerait comme prévu. Le PDG de Shaw Communications, Brad Shaw, a déclaré que l'acquisition permettrait à Shaw de concurrencer au même niveau que son rival Telus dans l'ouest du Canada et de prendre pied sur le marché des télécommunications de l'Ontario .
Le Bureau de la concurrence a approuvé l’achat le 4 février 2016 et Shaw a finalisé l’acquisition le 1er mars 2016. Shaw a financé une partie de l'accord en vendant Shaw Media à Corus Entertainment, également contrôlée par la famille Shaw.

Ancien logo de Freedom Mobile (2016-2024)

Le 21 novembre 2016, Shaw a annoncé que Wind Mobile serait renommé Freedom Mobile. La décision de changer de marque a été influencée par l'augmentation des redevances pour l'octroi de licence du nom Wind à VimpelCom . Le PDG Alek Krstajic a expliqué que la société souhaitait se débarrasser du « bagage » associé au nom Wind et utiliser le changement de marque pour signifier un nouveau propriétaire. Le même jour, Freedom Mobile a annoncé le lancement du service LTE sur la bande AWS-3 à Toronto et à Vancouver.

### 2017: Changement de direction
En avril 2017, Alek Krstajic a démissionné de son poste de PDG et a été remplacé par Paul McAleese, dont le titre a ensuite été changé en directeur de l'exploitation.
Le 7 novembre 2017, Freedom Mobile a annoncé que l'accès LTE serait activé sur tous les forfaits 3G acquis sans frais supplémentaires. Cette mise à niveau a coïncidé avec une mise à niveau nationale des sites cellulaires de Freedom pour utiliser le spectre 2500 MHz (bande 7) nouvellement acquis et la réaffectation d'une partie du spectre AWS-1 (bande 4) pour LTE.

### 2020: Shaw Mobile
En juillet 2020, Shaw a commencé à exploiter Shaw Mobile en tant que MVNO sur le réseau Freedom Mobile en Alberta et en Colombie-Britannique. Le service a été offert dans le cadre d'une offre quadruple avec les services de télévision, d'Internet et de téléphonie résidentielle de Shaw,.

### 2021: Rogers achète Shaw
Rogers Communications et Shaw Communications ont annoncé le 15 mars 2021 une transaction de 26 milliards $, dans le cadre de laquelle Rogers acquerrait toutes les actions de classe A et de classe B en circulation de Shaw. La transaction, qui représente une prime de 70 % sur le cours de l'action de classe B de Shaw, vise à renforcer l'infrastructure 5G dans l'ouest du Canada, à créer 3 000 emplois et à connecter les communautés mal desservies. Rogers s'est engagé à ne pas augmenter les prix des services sans fil pour les clients de Freedom Mobile pendant au moins trois ans après la transaction. La transaction devrait être finalisée au cours du premier semestre 2022, sous réserve des approbations réglementaires et judiciaires.
Le 21 avril 2021, Freedom Mobile a annoncé une pause indéfinie dans le lancement de son réseau 5G par le biais d'une note adressée à ses employés. Le mémo explique que la décision était nécessaire en raison du marché hautement concurrentiel et des incertitudes concernant le spectre et l'infrastructure nécessaires aux phases futures du déploiement de la 5G. Dans le cadre de la fusion imminente entre Rogers et Shaw, la société mère de Freedom Mobile a choisi de se retirer de la vente aux enchères du spectre 5G du gouvernement fédéral.

### 2022: Québecor va acheter Freedom Mobile
Le 3 mars 2022, le gouvernement fédéral a annoncé qu’il bloquerait le transfert des licences sans fil de Shaw Communications à Rogers Communications. Le ministre de l'Industrie, François-Philippe Champagne, s'est dit préoccupé par le fait que l'acquisition de Shaw par Rogers, pour 26 milliards $, réduirait la concurrence et augmenterait les factures de téléphonie cellulaire des Canadiens. L’acquisition était examinée par trois organismes de réglementation fédéraux : Innovation, Sciences et Développement économique Canada, le Conseil de la radiodiffusion et des télécommunications canadiennes et le Bureau de la concurrence.
Le 24 mars 2022, le Conseil de la radiodiffusion et des télécommunications canadiennes (CRTC) a approuvé l'acquisition des services de radiodiffusion de Shaw Communications par Rogers Communications. Cette approbation était assortie de plusieurs conditions, dont une contribution de 27,2 millions $ à divers fonds et la création d’une équipe de nouvelles autochtones. Le CRTC a conclu que la transaction ne réduirait pas la diversité des voix au Canada ni n’affecterait indûment le paysage concurrentiel, la jugeant dans l’intérêt public.
Le 9 mai 2022, le Bureau de la concurrence du Canada a déposé une demande visant à bloquer l'acquisition de Shaw Communications par Rogers Communications, arguant que cela entraînerait des prix plus élevés, une qualité de service inférieure et un choix réduit pour les consommateurs, en particulier dans le secteur du sans-fil. L'enquête du bureau a révélé que l'accord de 26 milliards  $ éliminerait Freedom Mobile de Shaw, qu'il considérait comme un concurrent indépendant solide qui a fait baisser les prix et innové dans les services sans fil.
Le 12 mai 2022, le PDG de Québecor, Pierre Karl Péladeau, a indiqué qu'il souhaitait acquérir Freedom Mobile si les régulateurs forçaient Rogers à la vendre comme condition d'approbation de la fusion. Le 19 mai 2022, le fondateur de Globalive Capital, Anthony Lacavera, a renforcé son offre pour Freedom Mobile en signant un accord de partage de réseau et de spectre avec Telus, conditionné à l'acquisition réussie de Freedom par Globalive. Lacavera a fondé Wind Mobile en 2008,.
Le 17 juin 2022, Rogers Communications a annoncé qu'elle vendrait Freedom Mobile à Québecor pour 2,85 milliards $, dans le but de répondre à l'opposition réglementaire à son acquisition de Shaw Communications. Cette transaction comprenait les clients sans fil et Internet, l'infrastructure, le spectre et les sites de vente au détail de Freedom.
Le 12 août 2022, Rogers Communications, Shaw Communications et Québecor ont finalisé une entente pour que la filiale de Québecor, Vidéotron, acquière Freedom Mobile. Les parties sont convaincues que la transaction Freedom offre la meilleure occasion de créer un quatrième fournisseur national de services sans fil performant et répond aux préoccupations soulevées par le commissaire de la concurrence et le ministre de l'Innovation, des Sciences et de l'Industrie concernant la transaction Rogers-Shaw. Grâce à cette entente, la nouvelle entreprise combinée de Vidéotron et de Freedom sera bien positionnée pour lancer une offre nationale 5G solide et concurrentielle, en exploitant les actifs de Vidéotron dans la bande de 3 500 MHz,.
Le 29 décembre 2022, le Tribunal de la concurrence a rejeté la tentative du Bureau de la concurrence de bloquer la fusion, jugeant que la consolidation des deux sociétés, ainsi que la vente de Freedom Mobile à Vidéotron, n'augmenteraient pas significativement les prix ni ne réduiraient la concurrence. Le 30 décembre 2022, le Bureau de la concurrence a annoncé qu’il ferait appel de la décision du Tribunal de la concurrence.

### 2023: Québecor acquiert Freedom Mobile
Le 24 janvier 2023, la Cour d'appel fédérale a rejeté la demande du commissaire de la concurrence visant à annuler l'approbation par le tribunal de la fusion Rogers-Shaw. Le tribunal a statué que la fusion, qui comprend la vente de Freedom Mobile à Vidéotron, n'aurait pas d'impact significatif sur les prix ou la concurrence dans le secteur des télécommunications au Canada. Malgré les objections du Bureau de la concurrence, le tribunal n'a trouvé aucune raison d'annuler la décision du tribunal, ouvrant ainsi la voie à la fusion en attendant l'approbation finale d'Innovation, Sciences et Développement économique Canada.
Le 31 mars 2023, François-Philippe Champagne, ministre de l'Innovation, des Sciences et de l'Industrie, a donné l'approbation réglementaire finale à l'accord en autorisant le transfert des licences sans fil de Freedom à Vidéotron. Dans le cadre de ces ententes et conditions, Vidéotron :
- Offrira, sur une période de dix ans, des forfaits au moins 20 % moins chers que ceux offerts par les titulaires sur les marchés de la Colombie-Britannique, de l'Alberta et de l'Ontario en date du 10 février 2023;
- Ne peut transférer les licences Freedom Mobile pendant une période de dix ans ;
- Investir plus de 150 millions $ pour moderniser l’infrastructure de Freedom Mobile, ce qui permettra, entre autres, à 90 % de ses clients actuels et futurs d’accéder au réseau 5G à l’aide d’un appareil compatible d’ici deux ans ;
- Étendra le service mobile au Manitoba par l’intermédiaire d’un accord signé d'opérateur de réseau mobile virtuel (MVNO) ou d’autres moyens et offrira des forfaits comparables à ceux offerts au Québec;
- Maintiendra les prix pour les clients existants de Freedom Mobile pendant cinq ans ; et,
- Augmentera les allocations de données des clients actuels de Freedom Mobile de 10 % en guise de bonus à court terme, tout en investissant pour faire baisser les prix dans leur ensemble[66].

Le non-respect de ces conditions peut entraîner des sanctions financières importantes, Vidéotron risquant des dommages-intérêts pouvant atteindre 200 millions $. Vidéotron et Rogers ont également conclu des accords commerciaux d'accès au réseau, qui comprennent un accord MVNO et un accord d'itinérance nationale, selon des modalités qui aideront Vidéotron à être plus concurrentielle à mesure qu'elle se développe dans d'autres régions du Canada.
L'acquisition a été finalisée le 3 avril 2023. Le 24 juillet 2023, Freedom Mobile a lancé des forfaits 5G et illimités à l'échelle nationale, étendant son réseau 5G pour couvrir plus de 12 millions de résidents dans les régions métropolitaines de Toronto, Vancouver, Calgary et Edmonton, ainsi que dans certaines villes de l'Ontario, de la Colombie-Britannique et de l'Alberta. Le 21 novembre 2023, Freedom Mobile a lancé le forfait « Roam Beyond », offrant initialement l'itinérance dans 73 pays. D'ici le 20 juin 2024, les forfaits ont étendu leur couverture pour inclure l'itinérance dans 92 pays. Des « Roam Beyond Pass » de 30 jours sont également disponibles.

### 2024: Freedom Home Internet et Freedom TV
En mai 2024, Freedom Mobile a commencé à lancer discrètement des services Internet résidentiels et IPTV revendus par VMedia (en), propriété de Vidéotron, sur certains marchés, lui permettant d'offrir un service triple play. Péladeau a déclaré que « faire de Freedom un acteur à trois produits est une étape clé de notre plan visant à offrir aux Canadiens de meilleures options de télécommunications et à favoriser une saine concurrence dans davantage de marchés,.»
Le 23 mai 2024, Freedom Mobile a étendu ses services au Manitoba en tant que MVNO, introduisant des options sans fil, Internet à domicile et de télévision ainsi que de nouveaux points de vente au détail à Winnipeg. Pierre Karl Péladeau, PDG de Québecor, a souligné cette étape importante comme étant une avancée significative vers la fourniture de solutions de télécommunications novatrices et abordables aux Manitobains, favorisant ainsi la concurrence dans la région. Parallèlement à ce lancement, Freedom a introduit la zone d'abonnement, élargissant l'éligibilité des clients au-delà des limites du réseau Freedom. En outre, Freedom est tenu de développer son propre réseau dans la région où il opère en tant que MVNO dans un délai de sept ans.
En 2024, Freedom Mobile a commencé à déployer des sites 5G de 3 500 MHz dans la région du Grand Toronto et à Vancouver,.
Le 25 juillet 2024, Freedom Mobile a remanié ses forfaits sans fil, en introduisant l'accès 5G et l'itinérance aux États-unis et au Mexique dans tous les forfaits téléphoniques mensuels, avec des prix à partir de 5 $ par mois,.
Freedom Mobile a conclu un accord de parrainage avec un lieu d'événements en plein air sur le site du Pacific National Exhibition, qui ouvrira ses portes en 2026.

### 2025: 5G+
Le 28 janvier 2025, Freedom Mobile a actualisé ses offres de forfaits, chaque forfait incluant désormais la 5G+.